# پورتو سانتاندر (نورته د سانتاندر)
پورتو سانتاندر (انگلیسی: Puerto Santander, Norte de Santander) نام شهری در کشور کلمبیا است.